# Glacier Branscomb
Le glacier Branscomb est un glacier d'environ 9,5 km de long, descendant vers l'ouest depuis la face nord-ouest du massif Vinson — plus haut point de l'Antarctique — vers le glacier Nimitz, dans le massif Sentinel des monts Ellsworth.
Il a été nommé par l'Advisory Committee on Antarctic Names d'après Lewis M. Branscomb, haut-responsable de la National Science Foundation dans les années 1980.